# Kim Seung-dae
Kim Seung-dae (김승대?, 金承大?; 1º aprile 1991) è un calciatore sudcoreano, attaccante del Daejeon Hana Citizen.

## Palmarès

### Club

#### Competizioni nazionali
- K League Classic: 1

Pohang Steelers: 2013
- Coppa della Corea del Sud: 1

Pohang Steelers: 2013
- K League 1: 1

Jeonbuk Hyundai Motors: 2019

### Nazionale
- Giochi asiatici: 1

2014
- Coppa dell'Asia orientale: 2

2015; 2019